# کسینگلند
کسینگلند (به انگلیسی: Kessingland) یک روستا و محله مدنی در بریتانیا است که در Waveney واقع شده‌است. کسینگلند ۴٬۳۲۷ نفر جمعیت دارد.